# 北海道道407号稚内港线
北海道道407号稚内港线（日语：北海道道407号稚内港線）是一条位于北海道稚内市的普通道级道路（北海道道）。

## 道路概况
- 起点：北海道稚内市中央（稚内港）
- 終点：北海道稚内市中央
- 总距离：0.3千米

## 经过的自治体
- 宗谷综合振兴局
  - 稚内市

## 主要连接道路
- 北海道道254号拔海港线（终点）

## 历史
- 1961年（昭和36年）3月31日 - 路線勘定（北海道告示第616号）